# Pseudechiniscus nataliae
Pseudechiniscus nataliae är en djurart som tillhör fylumet trögkrypare, och som beskrevs av Vladimir I. Biserov och Maucci in Biserov 1986. Pseudechiniscus nataliae ingår i släktet Pseudechiniscus och familjen Echiniscidae. Inga underarter finns listade i Catalogue of Life.